# Otto Schwab (Offizier)
Otto Schwab (* 15. Dezember 1903 in Pechöfen, Österreich-Ungarn; † 28. Dezember 1972 in Ost-Berlin) war ein deutscher Volkspolizei- und NVA-Offizier der DDR. Während des Krieges leistete er im Rahmen des NKFD aktive Arbeit, insbesondere in Kriegsgefangenenlagern mit Offizieren und Generalen der deutschen Wehrmacht.

## Leben
Nach der Volksschule erlernte Schwab den Beruf eines Buchdruckers. 1919 trat er in die sozialdemokratische Jugendorganisation der ČSR ein und wechselte 1921 in den neugegründeten Kommunistischen Jugendverband. 1928 wurde er Mitglied der KPTsch. 1930 ging er wegen politischer Verfolgung nach Deutschland und arbeitete bei der Roten Hilfe in Berlin. Von 1932 bis 1935 studierte er in Moskau, blieb in der Sowjetunion und arbeitete anschließend als Lehrer für Fremdsprachen in Charkow und Moskau. Nach dem deutschen Überfall auf die Sowjetunion 1941 wurde er Angehöriger der Roten Armee. 1944 wurde er Mitglied der KPD und Lehrer an der Zentralen Antifa-Schule im Kriegsgefangenenlager Talizy. 
1949 ging er nach Deutschland zurück und trat in die SED und die Deutsche Volkspolizei (DVP) ein. Er war zunächst Politoffizier in der Hauptverwaltung Ausbildung, Polit-Stellvertreter an der Politschule der DVP in Torgau, dann bereits als Oberst in der Politischen Verwaltung der Kasernierten Volkspolizei (KVP). Schwab war als solcher in den „Fall Bamler“ involviert. Er leitete am 1. September 1953 in der Politischen Verwaltung der KVP die Aussprache mit Generalmajor Rudolf  Bamler zu dessen Verhalten am 17. Juni 1953. Schwab hielt nach dem Gespräch fest, dass der General zwar formal zu den Zielen der SED stehe,  in Krisensituationen „aber nicht über seinen Schatten springen kann.“ Er betrachtete Bamler lediglich als „Dekorationssozialisten“. Von 1954 bis 1957 war er politischer Berater von Generalfeldmarschall Friedrich Paulus beim Aufbau der militärhistorischen Abteilung an der Hochschule der Kasernierten Volkspolizei in Dresden, der späteren Militärakademie Friedrich Engels. Nach dem Tod von Paulus war Schwab Leiter der Abteilung Propaganda der Politischen Hauptverwaltung der Nationalen Volksarmee (NVA).

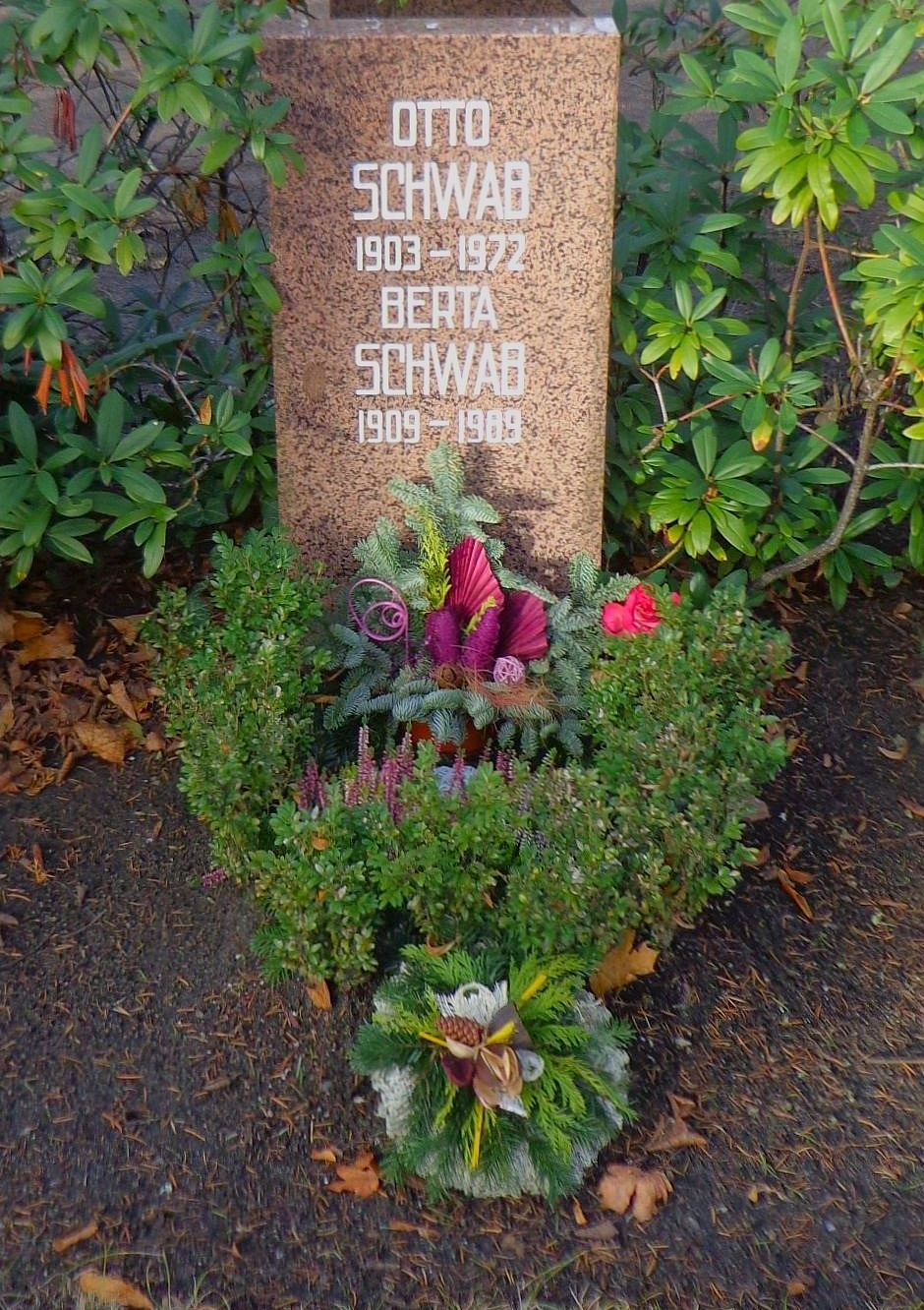
Grabstätte

1959/60 war er Stellvertreter des Kommandeurs der Militärakademie „Friedrich Engels“ in Dresden für Politarbeit und von 1961 bis 1963 der erste Leiter des Armeemuseums in Potsdam. 1963 schied er aus dem aktiven Dienst der NVA und lebte in Berlin. Seine Urne wurde in der Grabanlage Pergolenweg des Berliner Zentralfriedhofs Friedrichsfelde beigesetzt.

## Auszeichnungen und Ehrungen
- Medaille für Kämpfer gegen den Faschismus 1933 bis 1945
- 1956 Vaterländischer Verdienstorden in Silber
- 1963 Orden Banner der Arbeit
- 1968 Vaterländischer Verdienstorden in Gold
- 1980 erhielt die 3. Raketenbrigade (3. RBr) in Tautenhain den Ehrennamen "Otto Schwab".